# Perpétua
A Perpétua latin eredetű női név, jelentése: állandó, szakadatlan; állhatatos.

## Gyakorisága
Az 1990-es években szórványos név, a 2000-es években nem szerepel a 100 leggyakoribb női név között.

## Névnapok
- március 6.[2]
- március 7.[2]

## Híres Perpétuák
- Szent Perpétua vértanú